# Белязаният час (сериал, 2023)
Белязаният час (на испански: La hora marcada) е мексикански уеб сериал в жанра на ужасите, продуциран от W Studios за ТелевисаУнивисион през 2023 г. Версията, разработена от Лаура Уилс Давила, е базирана на едноименния мексикански сериал от 1986 г., създаден от Кармен Армендарис. Всеки епизод представя самостоятелна история, в която хармонията в живота на героите е нарушена от смущаващи и несигурни обстоятелства.

## Актьори
Списък с някои известни филмови и телевизионни актьори, които ще се появят във всеки епизод, е публикуван на 13 октомври 2023 г. в уебсайта на пресцентъра на ТелевисаУнивисион.
- Анхелика Арагон
- Салвадор Санчес
- Ана Лайевска
- Мариана Торес
- Офелия Медина
- Касандра Санчес-Наваро
- Дарио Язбек
- Илда Абраамс

## Премиера
Премиерата на „Белязаният час“ е на 27 октомври 2023 г. по стрийминг платформата Vix.

## Продукция
На 16 февруари 2022 г. сериалът е обявен като едно от стартовите заглавия за Vix, платформата на ТелевисаУнивисион. Записите започват на 12 октомври 2022 г. в град Мексико. Официалният трейлър е излъчен на 3 октомври 2023 г.